# Philemon Beecher
Philemon Beecher (* 1775 in Kent, Colony of Connecticut; † 30. November 1839 in Lancaster, Ohio) war ein US-amerikanischer Politiker. Zwischen 1817 und 1821 sowie nochmals von 1823 bis 1829 vertrat er den Bundesstaat Ohio im US-Repräsentantenhaus.

## Werdegang
Philemon Beecher genoss eine klassische Schulausbildung. Nach einem anschließenden Jurastudium und seiner Zulassung als Rechtsanwalt begann er in diesem Beruf zu arbeiten. Im Jahr 1801 verlegte er seinen Wohnsitz und seine Kanzlei nach Lancaster in Ohio. Gleichzeitig schlug er als Mitglied der Föderalistischen Partei eine politische Laufbahn ein. Im Jahr 1803 und nochmals von 1805 bis 1807 war er Abgeordneter im Repräsentantenhaus von Ohio, als dessen Speaker er im Jahr 1807 in der Nachfolge von Abraham Shepherd fungierte. In diesem Jahr strebte er auch erfolglos die Wahl in den US-Senat an. Auch eine Bewerbung auf eine Richterstelle am Supreme Court of Ohio war nicht von Erfolg gekrönt. Er war auch in der Nationalgarde seines Staates aktiv, in der er bis zum Generalmajor aufstieg. 1816 wurde er für ein Jahr Präsident der Lancaster Bank. Danach war er für viele Jahre einer der Direktoren dieser Bank.
Bei den Kongresswahlen des Jahres 1816 wurde Beecher im fünften Wahlbezirk von Ohio in das US-Repräsentantenhaus in Washington, D.C. gewählt, wo er am 4. März 1817 die Nachfolge von James Kilbourne antrat. Nach einer Wiederwahl konnte er bis zum 3. März 1821 zwei Legislaturperioden im Kongress absolvieren. Im Jahr 1820 wurde er nicht wiedergewählt. In den 1820er Jahren schloss er sich der Bewegung gegen den späteren Präsidenten Andrew Jackson an und wurde Mitglied der kurzlebigen National Republican Party. Später gehörte er der in den 1830er Jahren gegründeten Whig Party an.
Bei den Wahlen des Jahres 1822 wurde er im damals neu eingerichteten neunten Distrikt seines Staates erneut in den Kongress gewählt. Nach zwei Wiederwahlen konnte er dort bis zum 3. März 1829 drei weitere Legislaturperioden verbringen. Dabei war er ein Anhänger von Präsident John Quincy Adams und Henry Clay. Im Jahr 1828 wurde er nicht bestätigt: Bei diesen Wahlen unterlag er seinem Schwager William W. Irvin. Nach seiner Zeit im US-Repräsentantenhaus praktizierte Philemon Beecher wieder als Anwalt. Er starb am 30. November 1839 in Lancaster.